# Ursula Am Ende

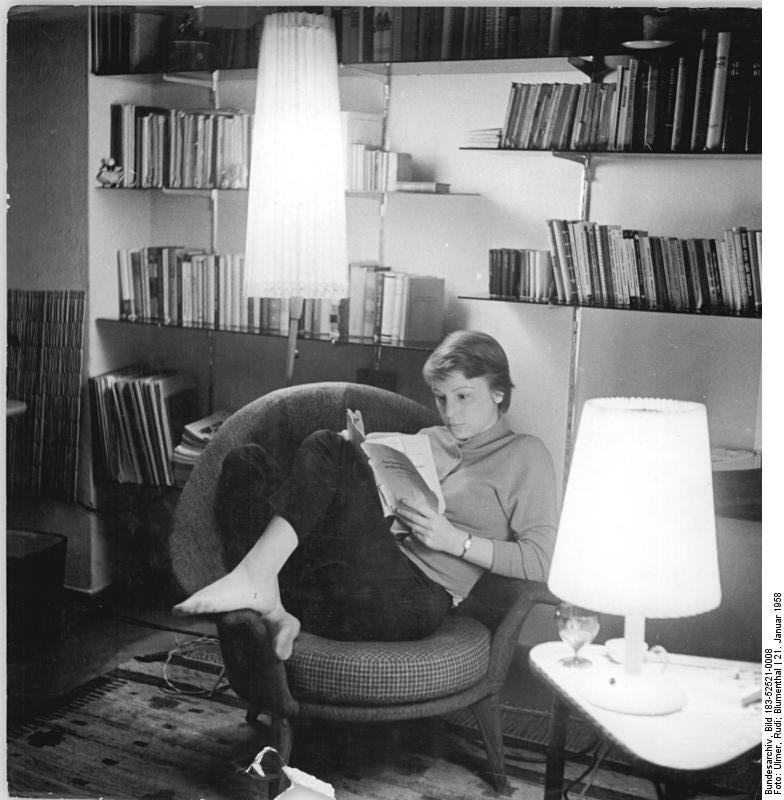
Ursula Am Ende beim Rollenstudium, 1958

Ursula Am Ende, auch Ursula Am-Ende sowie Ulina Am-Ende (* 28. Mai 1933 in Sonneberg), ist eine deutsche Schauspielerin.

## Leben
Ursula Am Ende absolvierte 1952 in Berlin ihre Schauspielausbildung und feierte noch im gleichen Jahr ihr Debüt am Theater der Freundschaft (heute Theater an der Parkaue) in Berlin. Es folgten bis 1965 Engagements in Potsdam sowie Gastspiele an Bühnen in Frankfurt/Oder, Berlin und Magdeburg.
Parallel zu ihrer Theaterkarriere arbeitete sie ab 1953 beim Deutschen Hörfunk als Ansagerin und Schauspielerin. Bei der DEFA wirkte sie in Spielfilmen mit, wie beispielsweise in Husaren in Berlin (1970) und Januskopf (1972).
Seit der Wiedervereinigung spielt sie vor allem am Renaissance-Theater sowie in Fernsehserien (Der Landarzt, Für alle Fälle Stefanie) und Fernsehfilmen mit.

## Filmografie (Auswahl)
- 1954: Der versalzene Eierkuchen
- 1960: Raub der Sabinerinnen
- 1961: Die Jagd nach dem Stiefel
- 1963: Jetzt und in der Stunde meines Todes
- 1969: Die Pferdekur
- 1970: Husaren in Berlin
- 1970: Effi Briest (Fernsehfilm)
- 1972: Januskopf
- 1975: Das unsichtbare Visier
- 1979: Polizeiruf 110: Heidemarie Göbel (Fernsehreihe)
- 1984: Ete und Ali
- 1985: Ferienheim Bergkristall: Ein Fall für Alois
- 1987: Tiere machen Leute
- 1987: Polizeiruf 110: Der Tote zahlt (TV-Reihe)
- 1990: Alter schützt vor Liebe nicht (Fernsehfilm)
- 1999: In aller Freundschaft: Schmetterlinge im Bauch

## Theater
- 1954: Molière: Der Bürger als Edelmann – Regie: Otto Dierichs (Theater der Freundschaft Berlin)
- 1954: Hanuš Burger/Stefan Heym: Tom Sawyers grosses Abenteuer – Regie: Josef Stauder (Theater der Freundschaft Berlin)
- 1955: Vera Ljubimowa: Schneeball – Regie: Josef Stauder (Theater der Freundschaft Berlin)
- 1955: Miroslav Stehlik nach Nikolai Ostrowski: Wie der Stahl gehärtet wurde – Regie: Josef Stauder (Theater der Freundschaft Berlin)
- 1956: Josef Kajetán Tyl: Schwanda, der Dudelsackpfeifer von Strakonitz – Regie: Josef Stauder (Theater der Freundschaft Berlin)
- 1958: Virgil Stoenescu/Oktavian Sava: Betragen ungenügend – Regie: Josef Stauder (Theater der Freundschaft Berlin)

## Hörspiele
- 1959: Kasper Germann: Ferien mit Ebbo (Ellen) – Regie: Theodor Popp (Hörspiel – Rundfunk der DDR)
- 1964: Karel Michael Walló: Die kluge Prinzessin (Prinzessin Georgine) – Regie: Andreas Bauer (Kinderhörspiel – Litera)
- 1968: Day Keene/Warren Brand: Naked Fury – Nackte Gewalt – Regie: Helmut Hellstorff (Kriminalhörspiel – Rundfunk der DDR)
- 1970: Jiří Vršťala: Ferdinand, paß auf! (Verkehrspolizistin) – Regie: Jiří Vršťala (Kinderhörspiel – Litera)
- 1973: Hans Siebe: In Sachen Rogge (Kundin) – Regie: Fritz-Ernst Fechner (Hörspielreihe: Tatbestand Nr. 2 – Rundfunk der DDR)